# 谷口茂寿
谷口 茂寿（たにぐち しげとし、1895年9月25日 - 1973年6月25日）は、日本の牧師。

## 経歴
1895年、大阪で生まれる。組合派の大阪天満教会にて受洗を務めながら、1916年に京都帝国大学入学。在学中に内村鑑三主筆の「聖書の研究」に触れ、内村鑑三の教えを受けることを願って東京帝國大学へ転入して上京。1918年1月より内村鑑三の集会である今井館に出席を許される。1920年、転入した東京帝國大学を卒業。三菱造船株式会社（現三菱重工業株式会社）に入社、神戸造船所に赴任。その後三菱合資会社に転任するが、再び上京し本郷駒込追分町に住む。1923年、三菱合資会社退社。文書伝道者としての活動を開始する。本郷神の教会牧師に就任し、教会内に日本聖書学校を設立、校長に就任。だが、1945年に教会は戦災にて焼失。静岡県の浜松天竜川に転居し、後に埼玉県粕壁に移り終戦を迎える。10月、戦後初の日本基督教団常議員会において、日本基督教団統理の富田満に対し日本基督教団の戦争責任を追及する。日本基督教団を脱退後、中田羽後の呼びかけにより千葉四街道の聖書農学園の教師となる。同年、練馬神の教会牧師に就任。1950年、日本神の教会連盟の発足に際し、初代連盟委員長となる。日吉学園中学校・高等学校の校長に就任し、9月に玉川聖学院中等部・高等部に改組。1973年6月25日死去。77歳没。